# Marcos Martín de la Fuente
Marcos Martín de la Fuente (Palma di Maiorca, 17 settembre 1968) è un ex calciatore spagnolo, di ruolo centrocampista.

## Carriera

### Club
Giocò 402 partite nella Primera División.

## Palmarès

### Club

#### Competizioni nazionali
- Coppa di Spagna: 1

Maiorca: 2002-2003
- Segunda División (Spagna): 1

CP Mérida: 1996-1997